# Liste der Naturdenkmäler in Laubach
Die Liste der Naturdenkmäler in Laubach nennt die auf dem Gebiet der Stadt Laubach gelegenen Naturdenkmäler. Sie sind nach dem Hessischen Gesetz über Naturschutz und Landschaftspflege (Hessisches Naturschutzgesetz – HAGBNatSchG) § 12 geschützt und bei der unteren Naturschutzbehörde des Landkreises Gießen (Fachdienst 72 Naturschutz) eingetragen.
| Bild | Bezeichnung                                              | Ortsteil, Lage                                                              | Beschreibung | Art                                                  | Nr.   |
| ---- | -------------------------------------------------------- | --------------------------------------------------------------------------- | --- | ---------------------------------------------------- | ----- |
| BW   | Friedenseiche                                            | Ruppertsburg, Ecke Horloffstraße 50° 31′ 10,7″ N, 8° 57′ 55,6″ O            | Einzelbaum | Stiel-Eiche. ND seit 1958, Höhe 28 m, Umfang 407 cm. | ND 19 |
| BW   | Lindenallee an der B 276 Freienseen-Stockhausen          | Laubach, an der B 276 Freienseen/Stockhausen 50° 33′ 45,7″ N, 9° 2′ 28,9″ O | Allee. ND seit 1925, 12 Bäume, Höhe 16-20 m. | Winter-Linde, Sommer-Linde                           | ND 23 |
| BW   | Lutherlinde                                              | Ruppertsburg, Sportplatz 50° 31′ 2,2″ N, 8° 57′ 9,9″ O                      | Einzelbaum. Sturmschaden: am 23. Juni 2004 von Sturm zerrissen. ND seit 1958, Höhe 11 m, Umfang 210 cm.                                                 | Winter-Linde                                         | ND 24 |
| BW   | Drei Linden auf dem Zoll                                 | Ruppertsburg, Gemarkung Ruppertsburg 50° 31′ 10,3″ N, 8° 56′ 53,6″ O        | Baumgruppe. ND seit 11. 11. 1900 | Winter-Linde                                         | ND 25 |
| BW   | Jahrhunderteiche                                         | Ruppertsburg, Horloffstraße 50° 31′ 11,7″ N, 8° 58′ 3,7″ O                  | Einzelbaum. ND seit 1958, Höhe 14 m, Umfang 315 cm. | Stiel-Eiche                                          | ND 26 |
| BW   | Drei Eichen 'Der Hasentänzer'                            | Ruppertsburg, Gemarkung Ruppertsburg 50° 30′ 45,1″ N, 8° 57′ 26,7″ O        | Baumgruppe, zum Teil abgestorben. ND seit 1958. | Stiel-Eiche                                          | ND 27 |
| BW   | Reformationseiche, Reformationslinde, Robert-Blum-Linde  | Ruppertsburg, Horloffstraße 50° 31′ 9,1″ N, 8° 58′ 4,7″ O                   | Baumgruppe, größtenteils abgängig, nur die Robert-Blum-Linde erhalten. ND seit 1958, Höhe 8 m, Umfang 263 cm                                            | Stiel-Eiche, Winter-Linde                            | ND 28 |
| BW   | Reformationseiche                                        | Ruppertsburg, Gemarkung Ruppertsburg 50° 31′ 3″ N, 8° 58′ 18,2″ O           | Einzelbaum. ND seit 1958, Höhe 16 m. | Stiel-Eiche                                          | ND 29 |
| BW   | Lindenallee 'Hohe Straße'                                | Münster/Lauter, an der L 3007 Münster/Lauter 50° 33′ 59,1″ N, 9° 2′ 34,6″ O | Allee, zum Teil abgängig. 23 Bäume, ND seit 1920. | Winter-Linde                                         | ND 34 |
| BW   | Bei den drei Linden                                      | Wetterfeld, Gemarkung Wetterfeld 50° 33′ 21,4″ N, 8° 56′ 48,4″ O            | Baumgruppe, größtenteils abgängig. Alter ca. 400 Jahre, ND seit 1966, Höhe 30 m.                                                                        | Winter-Linde                                         | ND 44 |
| BW   | Winterlindenallee Pfingstweide                           | Gonterskirchen, Am Tannenberg 50° 30′ 49,3″ N, 9° 1′ 38″ O                  | Allee. 5 Bäume, ND seit 1920, Höhe 14-16 m. | Winter-Linde                                         | ND 45 |
| BW   | Bäcker-Linden                                            | Laubach, Festplatz 50° 32′ 25,5″ N, 8° 59′ 14,3″ O                          | Baumgruppe, zum Teil abgängig. 5 Bäume, Höhe 10-25 m.                                                                                                   | Winter-Linde                                         | ND 47 |
| BW   | Zwei Winterlinden und eine Roßkastanie auf dem Turnplatz | Freienseen, Oberseener Weg 50° 33′ 37,2″ N, 9° 2′ 59,4″ O                   | Baumgruppe, zum Teil abgängig. ND seit 1913. | Winter-Linde, Rosskastanie                           | ND 51 |
| BW   | Birnbaum an der Glashütte in Freienseen                  | Freienseen, Gemarkung Freienseen 50° 33′ 22,6″ N, 9° 3′ 12,8″ O             | Einzelbaum, um 1900. ND seit 2012, Höhe 15 m, Umfang 100 cm.                                                                                            | Birnbaum                                             | ND 55 |
| BW   | Seltener Pflanzenstandort am Lardenbacher Berg           | Freienseen, Gemarkung Freienseen 50° 34′ 16,7″ N, 9° 2′ 52,1″ O             | Pflanzenstandort im Bereich „Die oberste Gersbach“, ausgewiesen aus wissenschaftlichen Gründen und wegen seiner Seltenheit. Flächenhaftes ND seit 2012. |                                                      | ND 58 |